# Connangles
Connangles ist eine französische Gemeinde mit 132 Einwohnern (Stand: 1. Januar 2022) im Département Haute-Loire in der Region Auvergne-Rhône-Alpes (vor 2016 Auvergne). Sie gehört zum Arrondissement Brioude sowie zum Kanton Plateau du Haut-Velay granitique. 

## Geographie
Connangles liegt etwa 35 Kilometer nordwestlich von Le Puy-en-Velay in der Naturlandschaft Emblavès (auch Emblavez geschrieben).

### Nachbargemeinden
Umgeben ist Connangles von den Nachbargemeinden Cistrières im Norden und Nordwesten, La Chapelle-Geneste im Nordosten, La Chaise-Dieu im Osten und Nordosten, Sembadel im Osten und Südosten, Saint-Pal-de-Senouire im Süden, Montclard im Südwesten sowie Berbezit im Westen.

## Bevölkerungsentwicklung
| Jahr                       | 1962 | 1968 | 1975 | 1982 | 1990 | 1999 | 2006 | 2011 | 2017 |
| Einwohner                  | 299  | 270  | 229  | 202  | 154  | 129  | 138  | 137  | 146  |
| Quellen: Cassini und INSEE |      |      |      |      |      |      |      |      |      |

## Sehenswürdigkeiten

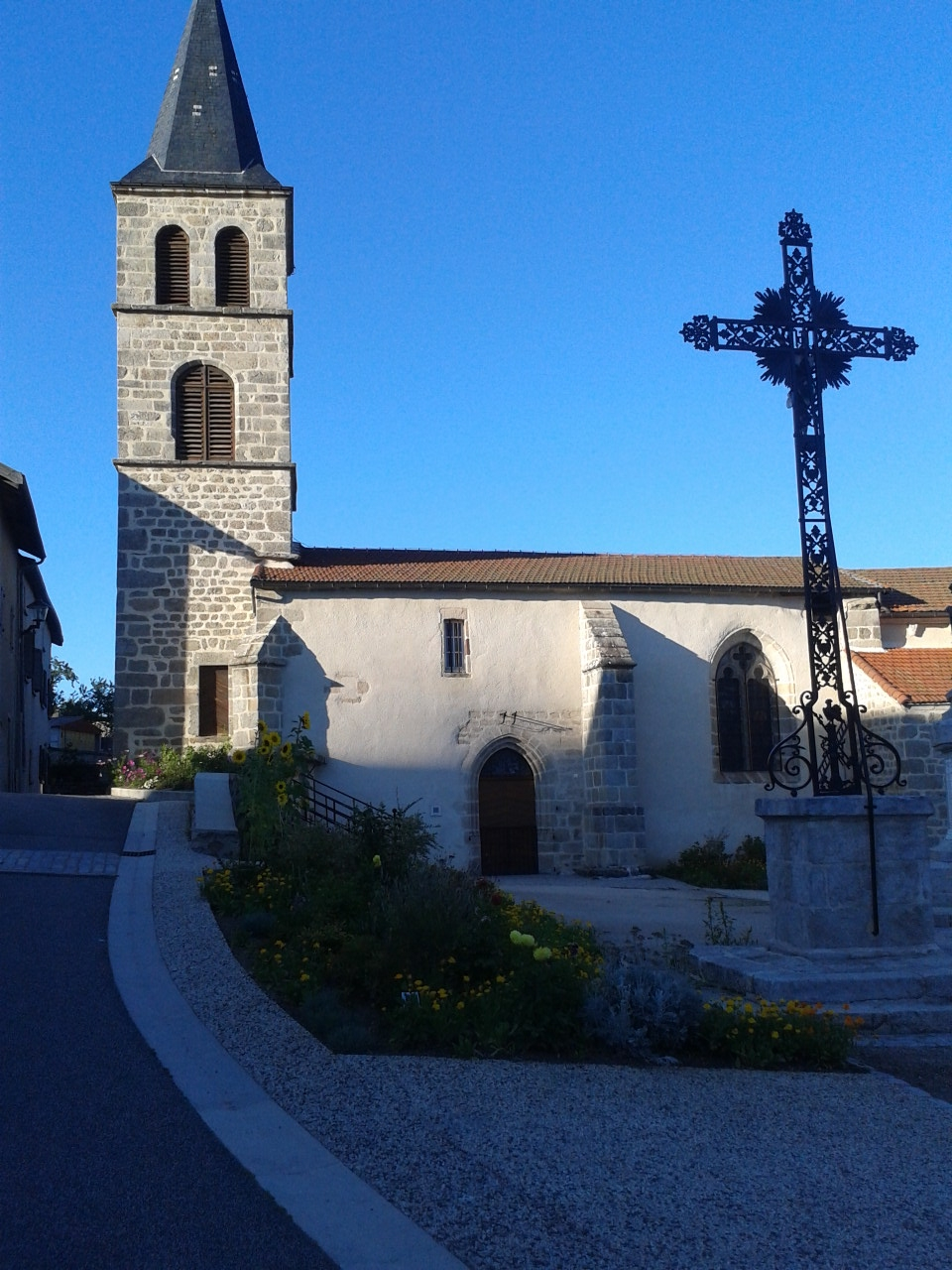
Kirche Saint-Étienne

- Kirche Saint-Étienne